# Stephen Bice
Stephen Bice –conocido como Steve Bice– (Sarnia, 5 de octubre de 1981) es un deportista canadiense que compitió en curling. Ganó una medalla de oro en el Campeonato Mundial de Curling Masculino de 2007.

## Palmarés internacional
| Campeonato Mundial | Campeonato Mundial | Campeonato Mundial | Campeonato Mundial |
| Año                | Lugar              | Medalla            | Prueba             |
| ------------------ | ------------------ | ------------------ | ------------------ |
| 2007               | Edmonton (Canadá)  | Medalla de oro     | Equipo             |